# Mark (Dintel)
De Mark (tot aan Breda meestal Bovenmark genoemd) is een beek en stroomafwaarts een rivier, die door de provincies Antwerpen (België) en Noord-Brabant (Nederland) stroomt.

## Loop
De Mark ontspringt bij de Zandvenheide in Koekhoven, een Belgisch gehuchtje bij Merksplas. Het brongebied van de Mark, het Turnhouts Vennengebied, vormt de waterscheiding tussen de Maas (Dommel en Mark) en de Schelde (Nete). Via Hoogstraten en Minderhout, waar de Mark een tijdje de rijksgrens vormt tussen België en Nederland, komt de beek uiteindelijk bij grenspaal 218 net ten zuiden van de Markbrug tussen Meersel-Dreef en Galder definitief Nederlands grondgebied binnenstromen.
In Nederland stroomt de Mark naar Breda waar deze in de singel van Breda uitkomt nabij de straat Boeimeersingel. Even westwaarts heeft het riviertje de Aa of Weerijs haar water aan de singel toegevoegd. Ten noorden van het centrum van Breda verlaat de singel de stad en gaat in noordelijke richting verder als rivier de Mark. Vanaf dit punt is de beek een rivier geworden en is er beroepsvaart mogelijk. Even voorbij de Backer en Ruebweg bevindt zich de Krouwelaarshaven waar Kanovereniging Breda haar thuishaven heeft. Bij het dorp Terheijden maakt de Mark een scherpe bocht naar het westen. Hier is de aansluiting met het Markkanaal en het botenhuis van Roeivereniging Breda. Bij Standdaarbuiten gaat de Mark over in de Dintel, waarna het rivierwater via het Volkerak, Rijn-Scheldekanaal en Spuikanaal Bath uitkomt in de Westerschelde.
Zijbeken van de Mark zijn onder meer de Kleine Mark, de Hollandsche Loop, het Merkske, de Chaamse Beek, de Galderse Beek, Heerlese Loop, de Kerzelse Beek, de Leijloop, de Molenleij en de Strijbeekse Beek.

## Vaarwegen
Het water is geschikt voor schepen CEMT-klasse IV en pleziervaart van Breda tot Stampersgat en CEMT-klasse V van Stampersgat tot het Volkerak. De maximaal toegelaten afmetingen stroomopwaarts van Stampersgat zijn: 86 × 9,6 × 2,6 meter.

## Afvoer
De afvoer van de Mark is zeer onregelmatig en is afhankelijk van de hoeveelheid regen die is gevallen in het bekken van de Mark. De gemiddelde afvoer van de Bovenmark (op hun punt waarop deze de singels van Breda in stroomt) bedraagt 3,1 m3 per seconde. In natte perioden kan dat toenemen tot wel 20 m3/ s, terwijl dat in droge perioden nauwelijks meer dan 1 m3/ s kan zijn. De gemiddelde afvoer van de Beneden Mark is ongeveer 5 m3/ s. In natte perioden kan dat stijgen tot meer dan 30 m3/ s.

## Herkomst van de naam

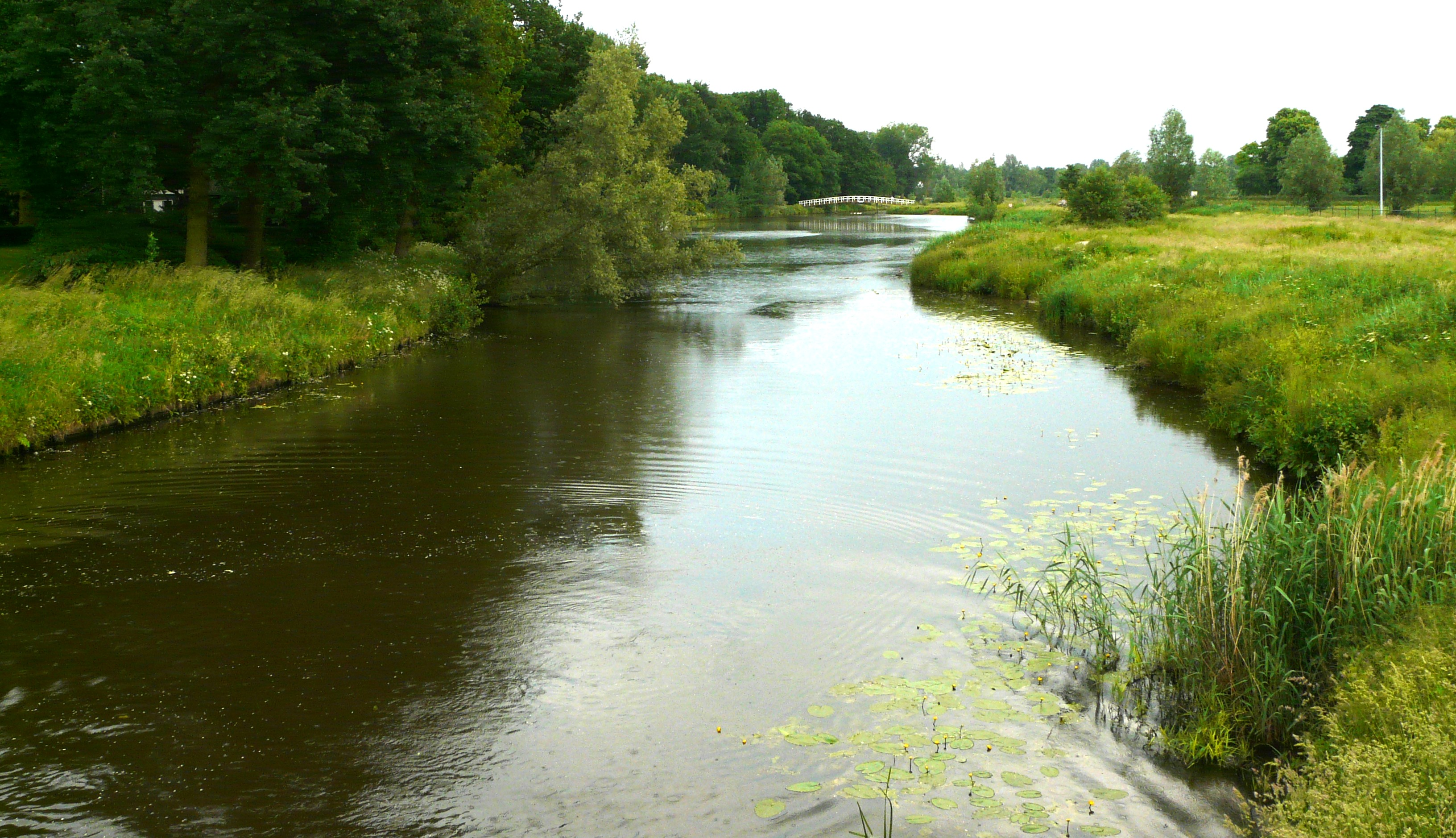
De Bovenmark in Ginneken.

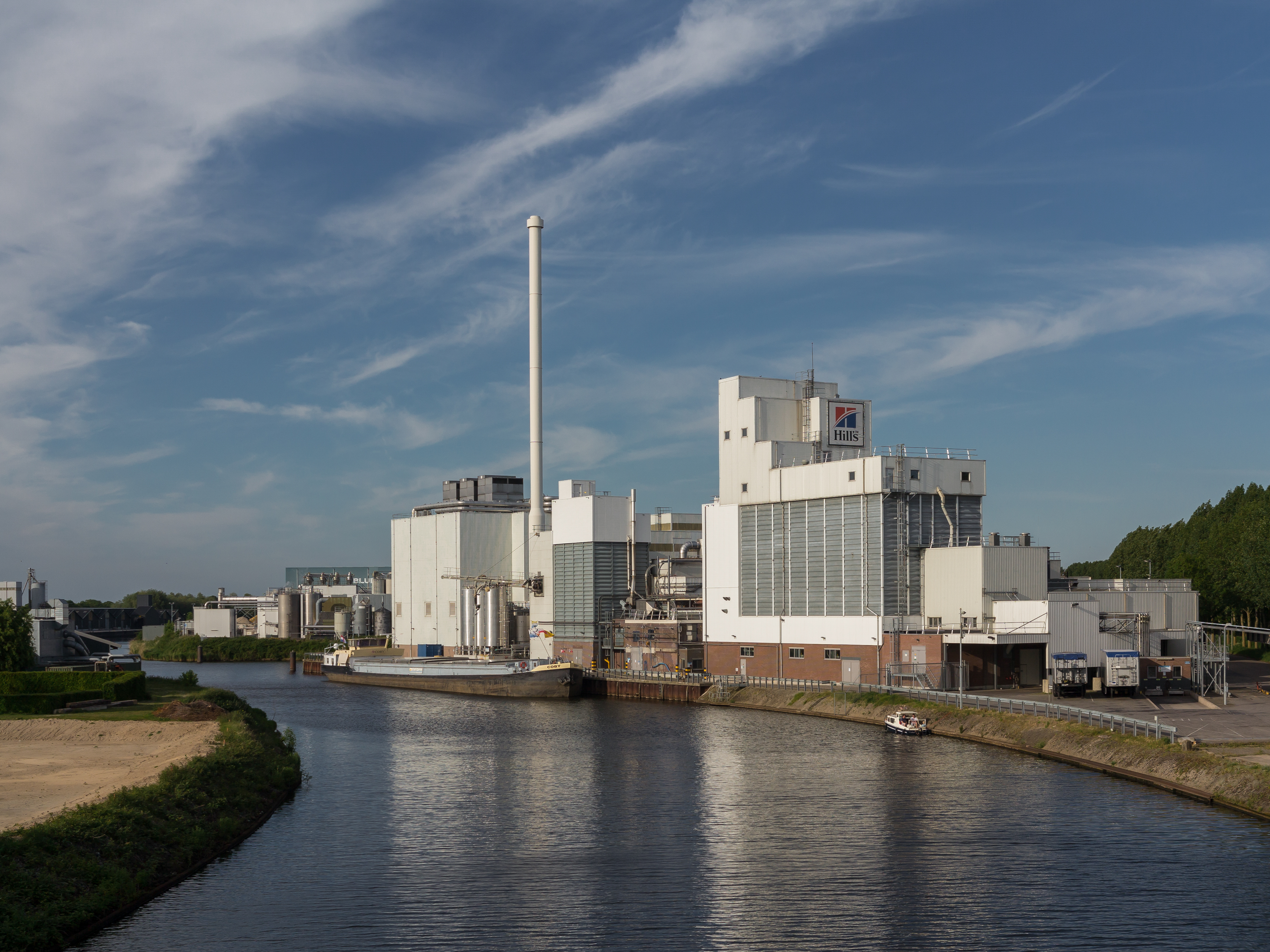
Hill's Pet Nutrition Manufacturing BV langs de Mark bij Etten Leur

Er bestaat enige discussie over de betekenis van de naam “Mark”. De oudere literatuur gaat ervan uit dat het woord ‘mark’ gebruikt is in de zin van “grens” (denk aan ons woord “markeren”). De Mark zou de grensrivier zijn tussen zand en klei. Al rond 800 zou de Mark de staatkundige grens gevormd hebben tussen Neustrië en Austrasië of tussen de gouwen Rijen en Strijen. Als extra argument voor een oude grens worden twee versterkingen uit de Romeinse tijd aangevoerd, namelijk één bij de Bredase wijk Kesteren noordoost van Prinsenbeek en één te Castelré tegen de Mark aan.
Anderen denken dat een betere verklaring voor ‘mark’ moeras is, of rivier in moerassig gebied. Vóór de grootschalige ontginningen in de middeleeuwen stroomde de rivier ten zuiden van Breda door een grotendeels met veen gevuld dal. Waarschijnlijk sijpelde in bepaalde gedeelten het water zelfs een beetje diffuus door het veen heen. De ontginning van het veen leidde tot versnelde waterafvoer, insnijding van de bedding in de ondergrond en het deponeren van het opgewoelde materiaal op het veen verder benedenstrooms. Er ontstond een sterk meanderende, duidelijk gedefinieerde rivier.
Ook benedenstrooms van Breda stroomde de rivier door een uitgestrekt veenlandschap dat in de late middeleeuwen grotendeels met zeeklei werd afgedekt. De rivier was door de venige (moerassige) bodem op de meeste plaatsen dus niet gemakkelijk via een voorde over te steken. Voordat de Mark grensrivier was, heette hij waarschijnlijk al zo, hetgeen pleit voor de betekenis “moerassige”.
De naam Mark is ook terug te vinden in de plaats van oorsprong, Merksplas. In dialect wordt dit uitgesproken als 'Mâârksplas'.

## Geschiedenis
Al in de 12e eeuw moest iedereen die over de Mark Breda passeerde, tol betalen. De rivier leverde de oeverbewoners in het verleden veel vis, maakte scheepvaartverkeer mogelijk en liet diverse watermolens draaien, maar bezorgde hen ook veel wateroverlast. In tijden van zware regenval en bij hoge vloed kwam al het aangrenzende land soms langdurig onder water te staan.
Tot 1827 stond de Mark in open verbinding met de zee. In de Haven van Breda bedroeg het verschil tussen hoog en laag water zestig centimeter. Daarna werd de rivier, door de aanleg van sluizen in de monding bij Dintelsas, in het gareel gedwongen om overstromingen te voorkomen. Maar ook bij dreigend oorlogsgevaar liep het land ten zuiden van Breda onder water, nadat de grote militaire inundatiesluis van deze vesting was afgesloten. Bij de ontmanteling van de vesting Breda, na 1870, behoorde dit definitief tot het verleden.
In 1968 werd begonnen met de ‘normalisering’ van de rivier op Nederlands grondgebied: bochten werden afgesneden, de rivier werd aanzienlijk verbreed en uitgediept en er werden stuwen gebouwd. Daarmee werd de overlast als gevolg van overvloedige regenval grotendeels opgeheven. Op Belgisch grondgebied is de Mark altijd een kronkelende beek gebleven, hoewel ook hier stuwen e.d. zijn geplaatst.

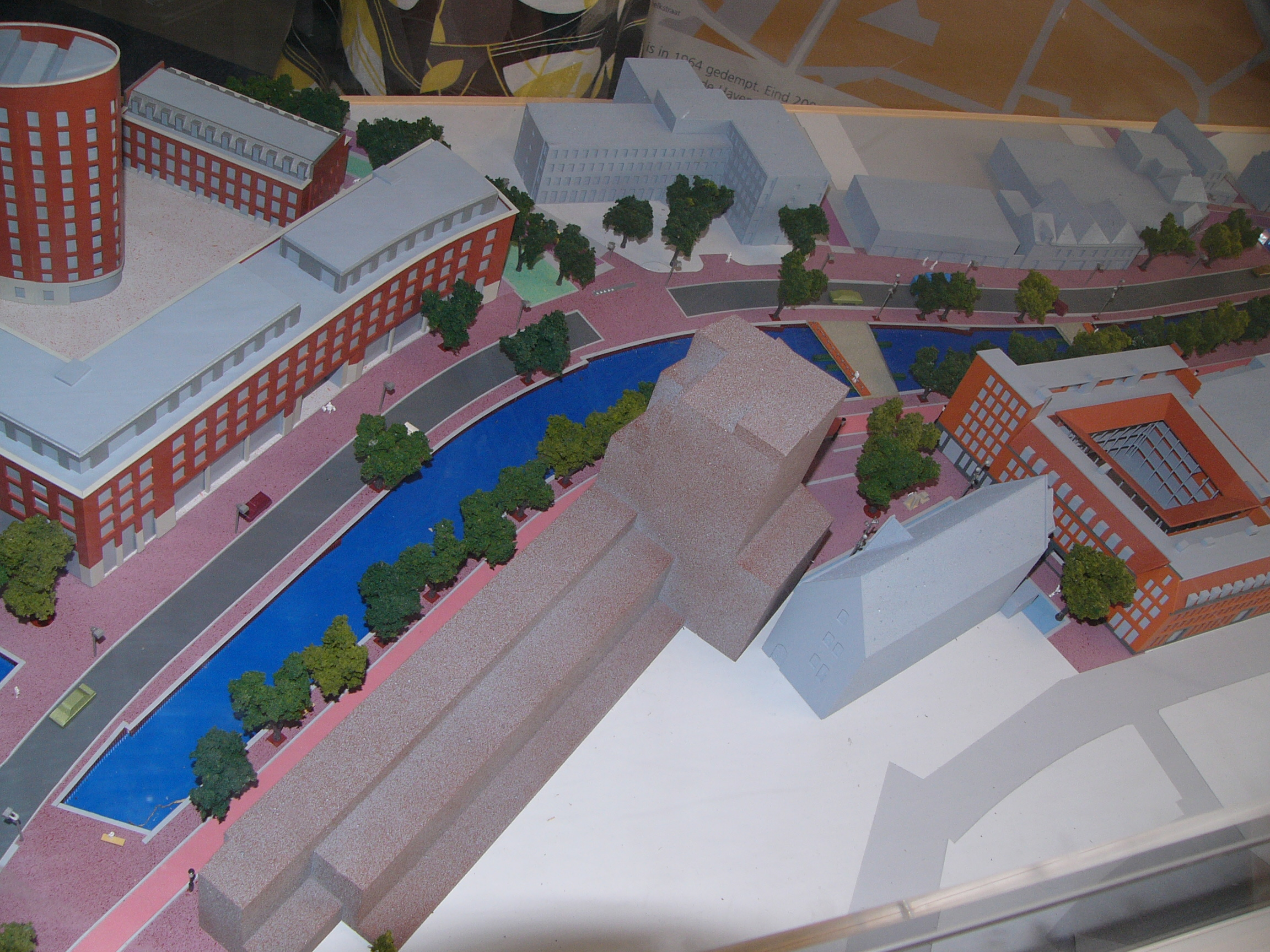
Maquette van de Nieuwe Mark

Er zijn inmiddels plannen opgesteld om de normalisering van de Bovenmark weer (deels) ongedaan te maken. Het gehele Markdal, vanaf de rijksgrens tot aan Breda, is in meer of mindere mate aangewezen als natuurontwikkelingsgebied. Er liggen een aantal planalternatieven klaar om de natuur en het beekdallandschap in het Markdal ingrijpend te herstellen. De beek mag weer gaan kronkelen; er wordt een flink aantal oude meanders hersteld.
In de periode 2004-2008 is het water van de rivier de Mark onder de projectnaam De Nieuwe Mark nabij de vroegere Haven van Breda weer terug in het stadshart van Breda Centrum gebracht. De werkzaamheden van dit project zijn in fasen verlopen: De eerste fase bestond uit het deel van de Haven (van 1965 tot 2006 Gedempte haven) tot aan de Tolbrug (bij het huis Op de trapkes), later werd het water definitief doorgetrokken.

## Moby Dick
Op zondag 20 september 1981 dook er in de Mark in het Bredase stadsdeel Ginneken een zeehondje op. Deskundigen zeggen dat het uniek is dat een zeehond zo ver landinwaarts zwemt. Het zeehondje is via de Volkeraksluizen naar de sluizen van Dintelsas gezwommen en de Mark stroomopwaarts gevolgd. Ze kreeg de naam Moby Dick. Moby Dick vond in het Ginneken een stekkie op een bootje dat langs de kant lag. Vanuit daar ging zij regelmatig op jacht om in haar dagelijks onderhoud te voorzien. Breda reageerde vertederd op haar verschijning. Een zeehond heeft rust nodig, zegt Lenie 't Hart van zeehondencrèche in Pieterburen, en dat kan niet gegeven worden in het hartje van Breda. Dus werd Moby onder grote belangstelling uiteindelijk gevangen. Zij kwam nog diezelfde dag aan in zeehondencrèche Pieterburen en werd de volgende dag weer teruggezet in de natuur. Dat was meteen ook het laatste moment dat iemand haar gezien heeft. Ter herdenking aan deze gebeurtenis staat aan de Koningin Emmalaan een beeldje van Moby Dick.